# Jan Foltys
Jan Foltys (Svinov, llavors Imperi Austrohongarès, 13 d'octubre de 1908 - Ostrava, Moràvia i Silèsia, Txecoslovàquia, 11 de març de 1952) fou un jugador d'escacs txec, que tenia el títol de Mestre Internacional des de 1950.

## Resultats destacats en competició
El 1933 va ser 8è-12è a Mnichovo Hradiště (13è Campionat de Txecoslovàquia, el campió fou Salo Flohr). El 1933, va quedar 5è-7è a Moravska Ostrava, amb triomf d'Ernst Grünfeld. El 1935, va ser 5è-7è a Luhačovice, amb victòria de Karel Opocensky. El 1936, va quedar 3r a Poděbrady (14è Campionat de Txecoslovàquia), amb triomf de Salo Flohr.
El 1937 va ser 4t a Margate. El mateix any, va quedar 3r-4t a Praga, amb victòria de Paul Keres. Així mateix, va ser 2n-4t a Rogaška Slatina, amb triomf de Mieczysław Najdorf. El 1937, va quedar 9è-10è a Jurata (4t Campionat de Polònia), amb triomf de Savielly Tartakower.
El 1938, va ser 3r a Praga (15è Campionat Nacional de la República Txeca). El mateix any, va quedar 10è-12è a Łódź, amb victòria de Vasja Pirc. Així mateix, va ser 11è a Ljubljana (Laibach), amb triomf de Borislav Kostic. El maig de 1939, va quedar 7è a Stuttgart (1r Europa Turnier), amb victòria d'Efim Bogoliubov.
Va representar Txecoslovàquia com a primer tauler en la 3a Olimpíada d'Escacs no oficial a Múnic el 1936 (+7 -1 = 11), en el segon tauler en la 7a Olimpíada d'Escacs a Estocolm el 1937 (+7 -2 = 9), i en el segon tauler en la 8a Olimpíada d'Escacs a Buenos Aires el 1939 (+8 -3 = 5). En total, en aquests tres esdeveniments, en 53 partides, va puntuar (22 -6 = 25), per obtenir el 65,1% de puntuació.
Durant la Segona Guerra Mundial, Foltys participar en diversos torneigs importants. El 1940 va guanyar a Rakovnik (Campionat de Bohèmia i Moràvia, Protektorat der Böhmen - Mähren Meisterschaft). El 1941, va guanyar per davant de József Szily i Ľudovít Potúček a Trenčianske Teplice. El setembre de 1941, va quedar 7è al Torneig d'Escacs de Múnic el 1941 (2n Europa Turnier), amb victòria de Gösta Stoltz. El mateix any, va empatar (6 a 6) un enfrontament amb Karel Opocensky a Praga. El setembre de 1942, va ser 3r-5è amb Yefim Bogoliubov i Kurt Richter, i per darrere d'Aleksandr Alekhin i Paul Keres, a Múnic (1r Campionat d'Europa Individual d'escacs, Europameisterschaft). El desembre de 1942, va quedar 3r, per darrere d'Alekhin i Klaus Junge, a Praga (Torneig de commemoració de la retirada d'Oldřich Duras) .
L'abril de 1943, va ser 4t-5è a Praga, amb triomf d'Alekhin. El juny de 1943, va quedar 5è a Salzburg, amb victòria conjunta de Keres i Alekhin. El mateix any, va obtenir la victòria juntament amb František Zita a Praga (Bohèmia - Moràvia). Així mateix, va ser 2n, per darrere de Cenek Kottnauer, a Zlín. El 1944, va ser 4t a Brno (Bohèmia - Moràvia), amb triomf d'Opocensky).
Després de la guerra, Foltys participà en torneigs i enfrontaments per equips. El 1946, va quedar 4t-5è a Praga, amb victòria Najdorf. El mateix any, va ser 3r, per darrere de Luděk Pachman i Miroslav Katětov, a Ostrava (Campionat Nacional de la República Txeca) .
Va participar en dotze matxs internacionals. El 1947, va guanyar (1,5 : 0,5) contra Lodewijk Prins a La Haia (matx Països Baixos vs. República Txeca), va vèncer (2:0) a Harry Golombek a Londres (Regne Unit - República Txeca), va guanyar (2:0) a William Ritson - Morry a Birmingham, va perdre (0,2) contra Nicolas Rossolimo a París (França - República Txeca), va perdre (0,5:1,5) davant Vasja Pirc a Zagreb (Iugoslàvia - República Txeca) .
El 1948, va guanyar (1,5:0,5) davant Svetozar Gligorić a Spindleruv Mlyn (República Txeca - Iugoslàvia). El 1949, va guanyar (2:0) a Kazimierz Makarczyk a Katowice (Polònia - República Txeca), va guanyar (1,5:0,5) a Josef Lokvenc a Viena (Àustria - República Txeca); va empatar (0,5:0,5) amb Florian Janos Kovacs a Viena (Viena - República Txeca), va perdre (0,5:1,5) amb Max Euwe a Praga (República Txeca - Països Baixos), va empatar (1:1) amb Josef Platt a Praga (República Txeca - Àustria) i va guanyar (2,5:0,5) a Eugenio Szabados a Venècia (Itàlia - República Txeca) .
Foltys va obtenir el seu millor resultat en el Torneig de Karlovy Vary / Mariánské Lázně el 1948, on va assolir la victòria per davant de jugadors com Pirc, Gedeon Barcza, Lajos Steiner i Milan Vidmar. El mateix any, va quedar 3r a Budapest. El 1949, va aconseguir la victòria juntament amb Stojan Puc a Viena (3r Torneig Memorial Schlechter), va quedar 4t-7è a Venècia, i va ser 6è a Trenčianske Teplice.
El 1950, va ser 7è a Szczawno Zdrój. El mateix any, va quedar 13è a Amsterdam. Es va classificar a Mariánské Lázně el 1951 per l'Interzonal d'Estocolm de 1952, però va morir de leucèmia a Ostrava el 1952 abans de poder participar-hi.

## Partides notables
- Jan Foltys vs Erich Eliskases, Poděbrady 1936, defensa siciliana, variant del drac, B72, 1-0
- Věra Menčíková vs Jan Foltys, Margate 1937, obertura anglesa, siciliana invertida, A25, 0-1
- Karel Treybal vs Jan Foltys, Rakovnik 1940, Czech&Moravia-ch, siciliana, drac, clàssica, B74, 0-1
- Jan Foltys vs Gedeon Barcza, Múnic 1942, EU-ch, Nimzo-India, clàssica, E38, 1-0
- Jan Foltys vs Lodewijk Prins, La Haya 1947, competició per equips, obertura Ruy López tancada, variant Txigorin, C99, 1-0 Arxivat 2007-03-10 a Wayback Machine.
- Jan Foltys vs Harry Golombek, Londres 1947, competició per equips, siciliana, drac, clàssica, B73, 1-0
- Jan Foltys vs Vasja Pirc, Karlovy Vary 1948, gambit de dama refusat, variant clàssica, D61, 1-0 Arxivat 2007-03-10 a Wayback Machine.
- Pál Benkő vs Jan Foltys, Mariánské Lázně 1951, Zonal, obertura Zukertort, variant simètrica, A11, 0-1